# Кретциг, Франс
Франс Кре́тциг (нем. Frans Krätzig; родился 14 января 2003 года, Нюрнберг, Германия) — немецкий футболист, полузащитник австрийского клуба «Ред Булл».

## Клубная карьера
Франс Кретциг — воспитанник «Нюрнберга» и «Баварии». Дебют в резервной команде состоялся в матче против «Айхштетта». Свой первый гол забил в ворота «Аугсбург II». За клуб дебютировал 23 сентября 2023 года в матче против «Бохума».

## Карьера в сборной
За сборную Германии до 20 лет сыграл 2 матча.